# Hessen (Schiff, 2006)
Die Fregatte Hessen (F 221) wurde von 2001 bis 2005 von den Nordseewerken in Emden gebaut und am 21. April 2006 in Wilhelmshaven als drittes Schiff der Sachsen-Klasse in Dienst gestellt. Ihre Hauptaufgabe ist die Luftverteidigung – also Bekämpfung von Flugzeugen und anderen Luftzielen – zum Schutz von Marineverbänden und verbündeten Kräften an Land. Dafür ist sie mit sehr leistungsfähigen Radargeräten und weitreichenden Flugkörpern ausgerüstet. Sie kann auch Führungsaufgaben innerhalb eines Kriegsschiffverbandes leisten.
Sie führt mit ihrem Namen eine Tradition weiter, in der auch der im Jahre 1990 außer Dienst gestellte Zerstörer Hessen (D 184) steht und die zum Linienschiff Hessen zurückgeführt werden kann.

## Einsätze

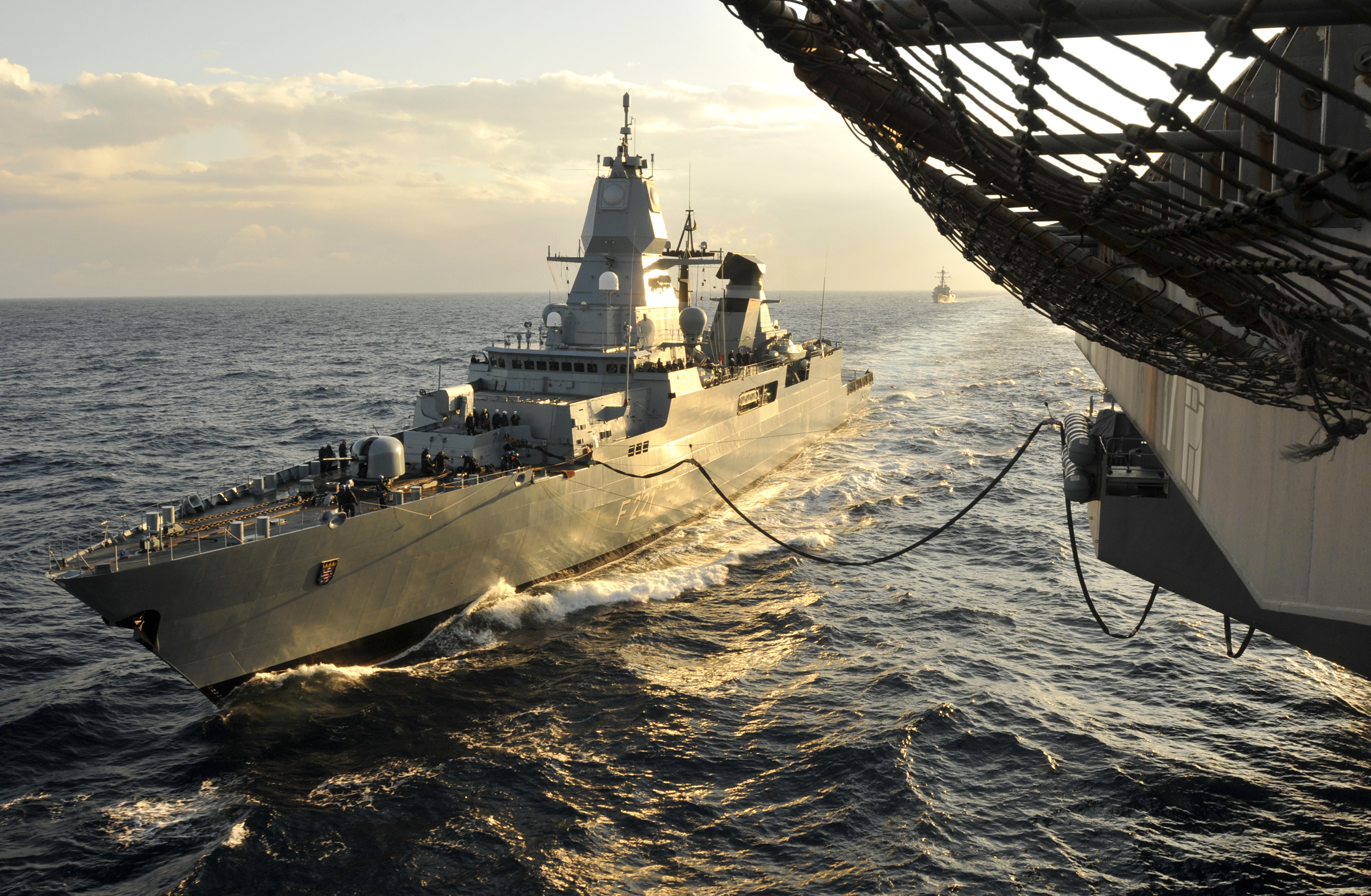
Fregatte Hessen bei der Seeversorgung mit dem Flugzeugträger Eisenhower

Die Hessen war unter anderem beim G8-Gipfel 2007 im Einsatz und übernahm zusammen mit weiteren Schiffen der Deutschen Marine die seeseitige Sicherung des Gipfels. Ebenso nahm sie 2008 am UNIFIL-Einsatz vor der libanesischen Küste teil.
Ende 2009 übte die Hessen im Rahmen einer „Composite Training Unit Exercise“ (COMPTUEX) in der Flugzeugträgerkampfgruppe um die Dwight D. Eisenhower vor der Ostküste der USA.
Ab März 2010 diente die Fregatte sechs Monate lang unter US-Kommando in der Carrier Strike Group (CSG) 10 um den Flugzeugträger Harry S. Truman, nahm im Rahmen der CSG 10 an maritimen Sicherheitsoperationen im Mittelmeer und im Persischen Golf teil, und durchlief im Juni gemeinsam mit US-amerikanischen und israelischen Kriegsschiffen den Sueskanal. Von Januar bis Juni 2013 diente die Hessen in der Standing NATO Maritime Group 1 (SNMG 1) als Flaggschiff für den Verbandsführer Flottillenadmiral Georg von Maltzan und nahm in diesem Zeitraum auch an der Operation Active Endeavour im Mittelmeer teil.
Von Dezember 2013 bis April 2014 war die Hessen Teil der Operation EUNAVFOR Atalanta am Horn von Afrika, von Mai bis Juni 2015 war die Fregatte zusammen mit dem Einsatzgruppenversorger Berlin an der Rettung von 3419 schiffbrüchigen Migranten im Mittelmeer beteiligt.
2017 war die Hessen zum Schutz des G20-Gipfels in Hamburg zur Luftraumsicherung eingeteilt.
Am 28. Januar 2018 erreichte die Hessen die amerikanische Naval Station Norfolk und nahm zusammen mit der norwegischen Fregatte Roald Amundsen erneut an einer „Composite Training Unit Exercise (COMPTUEX)“-Übung teil, diesmal als Teil der Flugzeugträgerkampfgruppe CSG 8 um den US-Flugzeugträger Harry S. Truman; anschließend begleitete die Hessen die Kampfgruppe ein zweites Mal auf Einsatzfahrt und kehrte danach am 21. Juli 2018 in ihren Heimathafen zurück.
Von April bis Ende September 2019 war die Hessen für die Standing NATO Maritime Group 2 im Mittelmeer im Einsatz. Nach einer längeren geplanten Instandsetzung (2019–2022) begann die Hessen am 16. März 2022 ein Einsatzausbildungsprogramm. Ab Oktober 2022 operierte die Hessen als Teil der Flugzeugträgerkampfgruppe der Gerald R. Ford auf der ersten Einsatzfahrt des Trägers.
Am 8. Februar 2024 lief die Hessen zu einem Einsatz im Roten Meer und im Golf von Aden zur Sicherung des Handelsschiffverkehrs gegen jemenitische Huthi-Kämpfer aus; gegebenenfalls sollte das Operationsgebiet auch die Gewässer vor der Küste des Iran umfassen können (Straße von Hormus, Persischer Golf, Golf von Oman). Der Einsatz erfolgte im Rahmen der EU-Mission EUNAVFOR Aspides, die die Operation Prosperity Guardian unterstützt. Die Außenminister der EU erteilten am 19. Februar 2024 formell das Mandat. Der Deutsche Bundestag stimmte dem entsprechenden Mandat am 23. Februar 2024 mit großer Mehrheit zu.
Am 25. Februar 2024 feuerte die Hessen im Roten Meer zwei Abfangraketen vom Typ SM2 auf eine über der Fregatte kreisende Drohne. Dabei handelte es sich um eine US-amerikanische MQ-9 Reaper, deren Identität erst später geklärt wurde. Aus technischen Gründen trafen die Raketen nicht und stürzten ins Meer. Am Abend des 27. Februars 2024 bekämpfte die Hessen erstmals zwei feindliche Drohnen erfolgreich. Es war der erste scharfe Waffeneinsatz der Deutschen Marine innerhalb dieser EU-Mission, die als eine der gefährlichsten Marine-Missionen in der Geschichte der Bundeswehr gilt.
Am 21. März zerstörte der Bordhubschrauber der Fregatte eine Überwasserdrohne, die sich einem zivilen Schleppverband genähert hatte. Am 6. April bekämpfte die Hessen erfolgreich einen auf ein ziviles Handelsschiff anfliegenden Flugkörper. Am 20. April 2024 beendete die Hessen planmäßig ihren Einsatz im Roten Meer und verließ die Region. Am 5. Mai 2024 lief sie in Wilhelmshaven ein. Am 2. September 2024 wurde die gesamte Besatzung für ihren Einsatz mit der Einsatzmedaille Gefecht ausgezeichnet.
Im Februar 2025 wurde ein potentieller Sabotage-Akt aufgedeckt, bei dem womöglich versucht worden sei, die Trinkwasserversorgung auf dem Schiff mit größeren Mengen Altöl zu verunreinigen.

## Kommandanten
| Nr. | Name                                 | Beginn der Amtszeit | Ende der Amtszeit  |
| --- | ------------------------------------ | ------------------- | ------------------ |
| 1   | Fregattenkapitän Peter Wiemann       | 21. April 2006      | 9. November 2007   |
| 2   | Fregattenkapitän Dirk Gärtner        | 9. November 2007    | 5. August 2010     |
| 3   | Fregattenkapitän Thorsten Marx       | 5. August 2010      | 13. September 2012 |
| 4   | Fregattenkapitän Dirk Jacobus        | 13. September 2012  | 31. Juli 2014      |
| 5   | Fregattenkapitän Rainer Muschalik    | 31. Juli 2014       | 22. September 2016 |
| 6   | Fregattenkapitän Olliver Pfennig     | 22. September 2016  | 24. Oktober 2019   |
| 7   | Fregattenkapitän Hans Ulrich Geißler | 24. Oktober 2019    | 29. September 2021 |
| 8   | Fregattenkapitän Volker Kübsch       | 29. September 2021  | 20. September 2024 |
| 9   | Fregattenkapitän Philipp Blau        | 20. September 2024  |                    |